# 아자프산달리
아자프산달리(조지아어: აჯაფსანდალი)는 전통적인 조지아 요리로, 북캅카스에서도 인기가 많다.
이 요리는 양파, 가지, 토마토, 단고추를 굽거나, 끓이거나, 식물성 기름에 튀긴 다음 마늘, 바질, 고수 잎, 파슬리 및 기타 양념으로 간을 한다. 전통적인 조리법에는 포함되지 않지만 때로는 감자, 고추 및 당근을 추가하기도 한다. 이 요리는 캅카스 및 튀르크어권 민족의 많은 요리에서 다른 이름으로 존재한다.
이 요리의 유럽식 변형은 채소 소테 또는 라타투유이다. 하지만 아자프산달리는 일반적으로 차갑게 제공된다.

## 같이 보기
- 코레시 바뎀잔
- 카포나타